# Dony (Sänger)
Dony (* 20. November 1981 in Brașov; eigentlich Cornel Donici) ist ein rumänischer Sänger.

## Karriere
Von 2003 bis 2008 bildete Dony mit Cristian Dumitrescu das Danceduo Refflex. Dann gingen sie getrennte Wege und Dony schloss sich Adi Cristian Colceru alias David Deejay an. Ihre erste gemeinsame Nummer Sexy Thing wurde sofort ein Nummer-eins-Hit in Rumänien. Im Jahr darauf folgte mit So Bizzare ein weiterer Nummer-eins-Hit. Beide Lieder konnten sich auch in den Niederlanden platzieren. Es folgten weitere Singles und sogar ein gemeinsames Album.
Es folgten weitere erfolgreiche Zusammenarbeiten mit anderen rumänischen Künstlern. 2012 tat Dony sich mit der Sängerin Elena zusammen, die als Vertreterin Rumäniens beim Eurovision Song Contest 2009 auch international bekannt geworden war. Ihr gemeinsames Lied Hot Girls wurde von Sony Music auch im deutschsprachigen Raum veröffentlicht und von der Sendung taff in ProSieben verwendet. Daraufhin stieg es in Deutschland und Österreich in die Charts ein.

## Diskografie
Alben
- 2010: Popcorn (mit David Deejay)

Singles
- 2008: Sexy Thing (feat. David Deejay)
- 2008: Nasty Dream (feat. David Deejay)
- 2009: So Bizarre (feat. David Deejay)
- 2009: Samba (feat. Andreea Bănică)
- 2010: Jacuzzi (feat. David Deejay)
- 2011: Milkshake (feat. Adena)
- 2012: Hot Girls (feat. Elena Gheorghe)
- 2012: Mi Hermosa (feat. Alex Mica)
- 2012: Only Love (feat. K-Brown)
- 2013: Moonlight
- 2013: Fantasia
- 2014: Shot me down
- 2015: Un sarut
- 2015: Alegria (feat. Dragon Rojo & Danny Mazo)
- 2015: Sentimiento (feat. Maia & Alexunder Base)
- 2016: Mentirosa